# Scott McNeil
Scott McNeil (født 15. september 1962 i Brisbane i Australien) er en australsk-født canadisk skuespiller. Han bor i øjeblikket i Vancouver i British Columbia i Canada. Han har lagt stemmer til animerede tegnefilm som ReBoot, Beast Wars, Storm Hawks, Dragon Ball Z, Mobile Suit Gundam Wing, InuYasha, Ranma 1/2, Fullmetal Alchemist, og X-Men: Evolution.